# Lonquimay (La Pampa)
Lonquimay é um município da província de La Pampa, na Argentina.